# Evangelisches Pfarrhaus Dauborn

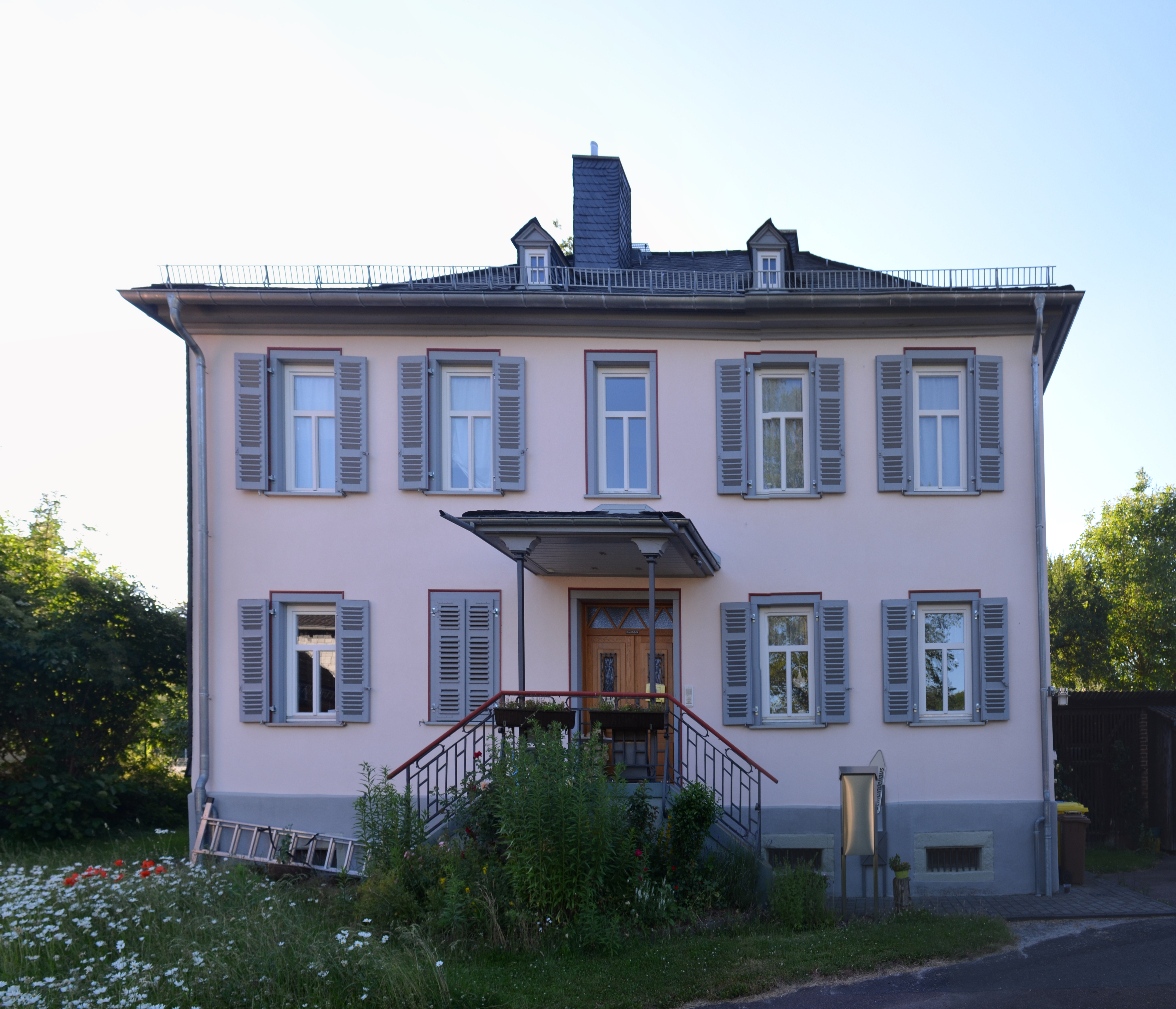
Evangelisches Pfarrhaus Dauborn

Das Evangelische Pfarrhaus Dauborn ist ein denkmalgeschütztes Gebäude in Dauborn, einem Ortsteil der Gemeinde Hünfelden im Landkreis Limburg-Weilburg (Hessen).
In dem klassizistischen Putzfachwerkbau mit lang aufgeschobenem Walmdach, Kranzgesims und Freitreppe sind derzeit das Pfarramt der evangelischen Kirchengemeinde Dauborn und die Dienstwohnung des Pfarrers untergebracht. Das Gebäude wurde 1816 errichtet. Später wurden Geländer und Vordach hinzugefügt. Die erhöhte Lage über der Landstraße mit einem schmalen, davorliegenden Park verleiht dem Pfarrhaus die schlichte Repräsentanz eines Landsitzes.